# Katsumi Kawaguchi
Katsumi Kawaguchi (川口 克己, Kawaguchi Katsumi, 10 de diciembre de 1961) es un empresario japonés, plastimodelista profesional y ejecutivo de la Corporación Bandai. Actualmente es el director del departamento de promoción y mercadeo de la línea de Modelos Gundam, uno de los productos más exitosos de Bandai. Kawaguchi ha estado involucrado en el mundo del Plastimodelismo desde la introducción del pasatiempo en Japón a principios de los 80s, hasta la actualidad, y es una figura muy respetada en la comunidad de este pasatiempo, especialmente en la del Hobby Gunpla. Gracias a sus pioneras técnicas de confección de maquetas y Modelos Gundam,  los fanáticos del pasatiempo lo llaman Meijin Kawaguchi (名人川口, lit. Maestro Kawaguchi). Kawaguchi estudió Administración Empresarial en la Facultad de Negocios de la Universidad Hosei y se unió a la corporación Bandai en 1985.
Kawaguchi también se desempeña como uno de los jueces principales del Gunpla Builders World Cup, tanto en Japón como a nivel internacional. El Gunpla Builders Wold Cup es una competición organizada por Bandai donde los modelistas se disputan el premio al Modelo Gundam mejor construido y al mejor constructor. Kawaguchi también es vocero de este concurso y de la Gunpla Expo.

## Carrera
Kawaguchi empezó a practicar el pasatiempo del modelismo a los 10 años y solo construía modelos a escala y de personajes animados a esa edad. A la edad de 16 años, empezó a integrarse a la comunidad del modelismo, donde entró en contacto con constructores que trabajaban para revistas de pasatiempo. Esto le permitió aprender técnicas de ellos e intercambiar información. 
La primera serie de Gundam hizo su debut en 1979, cuando Kawaguchi tenía 18 años de edad. La gente había empezado a interesarse por la serie, pero todavía no se había lanzado ningún producto relacionado con ella al mercado. En ese entonces, era normal que los fanáticos construyeran sus modelos desde cero, pues los Model kits armables no existían aún. 
Siendo esta la situación, Kawaguchi tomó una figura a escala 1/35 y la modificó transformándola en un Mobile Suit y la presentó a la revista Hobby Japan. En ese momento los editores de la revista estaban buscando a alguien que pudiese construir un Gundam y más tarde los editores lo reclutaron junto con otros tres modelistas para la tarea. 
El primer modelo que construyó para la revista fue el un MS-06 Zaku II a escala 1/100 completamente a mano desde cero. este modelo fue mostrado en la
revista Hobby Japan en 1980. Más tarde la revista quería un hacer un artículo sobre Como Construir un Gundam teniendo al Zaku de Kawaguchi como referencia. Kawaguchi construyó el Zaku teniendo solo imágenes del mismo como referencia. fue un reto construir un modelo de un producto que no había salido aún al mercado.

## Datos de interés
- En Gundam Build Fighters y Gundam Build Fighters Try El personaje de Tatsuya Yuuki lleva el apodo de Meijin Kawaguchi III. Este personaje es un homenaje a Katsumi Kawaguchi.

- Katsumi Kawaguchi apareció caricaturizado en el manga Plamo-Kyoshiro (1982) como uno de los personajes dándole instrucciones al protagonista sobre como armar correctamente los modelos plásticos.

- Kawaguchi trabajo como uno de los productores principales de la serie Mobile Suit Gundam MS IGLOO